# Elezioni europee del 2024 in Danimarca
Le elezioni europee del 2024 in Danimarca si sono tenute domenica 9 giugno per eleggere i 15 membri del Parlamento europeo spettanti alla Danimarca.

## Sistema elettorale
Per le elezioni europee, la legge elettorale danese prevede l’applicazione, in un'unica circoscrizione nazionale, di un sistema elettorale a base proporzionale con liste, a scelta dei partiti, aperte o per la maggior parte chiuse. Non è prevista una soglia di sbarramento, tuttavia fattualmente, nelle operazioni di assegnazione, un seggio è assegnato, in media, al raggiungimento del ~6,70%. 
Le preferenze sono in seguito tradotte in seggi secondo il metodo D'Hondt.
Tutte le persone che hanno la cittadinanza danese ed una residenza principale in Danimarca, i cittadini danesi senza residenza in Danimarca (c.d. “danesi all'estero”) e altri cittadini dell'Unione (se la loro residenza principale è in Danimarca) hanno diritto di voto alle elezioni europee nel paese.
L’esercizio attivo del diritto è ammesso dai 18 anni in su, compresi coloro che compiono tale età entro il giorno delle elezioni, al più tardi. La registrazione al voto è attuata d’ufficio in base alla residenza.
L’esercizio del diritto di candidarsi è ammesso per tutte le persone che hanno diritto di voto e hanno raggiunto l'età di 18 anni il giorno delle elezioni.
È ammesso il voto per posta, ma non il voto per procura o il voto elettronico. Non è disposto alcun obbligo di voto.

## Risultati
| Liste           | Liste                                 | Partito Europeo | Gruppo          | Voti      | %     | Seggi |
| --------------- | ------------------------------------- | --------------- | --------------- | --------- | ----- | ----- |
|                 | Partito Popolare Socialista (SF)      | PVE/ASVN        | Verdi/ALE       | 426.472   | 17,42 | 3     |
|                 | Socialdemocratici (A)                 | PSE             | S&D             | 381.125   | 15,57 | 3     |
|                 | Venstre (V)                           | ALDE            | RE              | 360.212   | 14,72 | 2     |
|                 | Partito Popolare Conservatore (KF)    | PPE             | PPE             | 216.357   | 8,84  | 1     |
|                 | Democratici Danesi (Æ)                | –               | ECR             | 180.836   | 7,39  | 1     |
|                 | Sinistra Radicale (RV)                | ALDE            | RE              | 173.159   | 7,07  | 1     |
|                 | Lista dell'Unità - I Rosso-Verdi (EL) | OIP/SE/EACL     | GUE/NGL         | 172.287   | 7,04  | 1     |
|                 | Alleanza Liberale (LA)                | –               | PPE             | 170.199   | 6,95  | 1     |
|                 | Partito Popolare Danese (DF)          | –               | PfE             | 156.014   | 6,37  | 1     |
|                 | Moderati (M)                          | –               | RE              | 145.698   | 5,95  | 1     |
|                 | L'Alternativa (Å)                     | ASVN            | –               | 65.228    | 2,66  | –     |
| Totale          | Totale                                | Totale          | Totale          | 2.447.587 | 100   | 15    |
| Voti non validi | Voti non validi                       | Voti non validi | Voti non validi | 57.599    | 2,30  |       |
| Votanti         | Votanti                               | Votanti         | Votanti         | 2.505.186 | 58,25 |       |
| Elettori        | Elettori                              | Elettori        | Elettori        | 4.301.255 |       |       |